# Ledava
Ledava (německy Limbach, maďarsky Lendva) je řeka, levostranný přítok Mury, procházející po většinu své délky přes Slovinsko. Pramení v Rakousku, potom pokračuje do Slovinska, tvoří část slovinsko-maďarské a chorvatsko-maďarské hranice, kterou v několika místech překračuje. Je dlouhá 76 km, prochází přes města Lendava a Murska Sobota, nejvýznamnějším přítokem je řeka Velika Krka. Řeka protéká přes Ledavské jezero u vesnice Krašči.

## Sídla ležící u břehu řeky
Rakousko – Pichla, Kölldorf, Neustift, Koschen, Kalch
 Slovinsko – Sotina, Serdica, Nuskova, Rogašovci, Sveti Jurij, Večeslavci, Pertoča, Krašči, Domajinci, Topolovci, Strukovci, Puževci, Predanovci, Polana, Murska Sobota, Renkovci, Turnišče, Nedelica, Lendava, Trimlini, Pince-Marof, Benica
 Maďarsko – Muraszemenye